# Lynne Cohen
Denna artikel handlar om den amerikansk-kanadensiska fotografen Lynne Cohen. För den amerikanska skådespelerskan, se Lynn Cohen.
Lynne Cohen, född 3 juli 1944 i Racine, Wisconsin, död 12 maj 2014 i Montréal, Québec, var en amerikansk-kanadensisk fotograf.

## Biografi
Cohen föddes i Racine, Wisconsin, och utbildade sig i grafik och skulptur vid University of Wisconsin, i Madison, Wisconsin, samt i Ann Arbor och Eastern Michigan University, Ypsilanti, Michigan. Hon studerade i ett år vid Slade School of Fine Art i London.
Cohen levde och arbetade i Kanada från 1973, till en början i Ottawa och från 2005 i Montreal. 
Hon lärde ut och höll workshops på flertalet institutioner, främst på Eastern Michigan University (1968-1973), Algonquin College (1973-1975), och University of Ottawa (1974-2005). Cohen har ställt ut sin konst på många platser och bott på konstnärsresidens runtom i Nordamerika och Europa. År 2005 tilldelades hon Governor General's Award in Visual and Media Arts.
Cohen var känd för sina fotografier av tomma institutionella interiörer: vardagsrum, offentliga salar, ålderdomshem, laboratorium, kontor, utställningslokaler, skjutbanor, fabriker, spa och militäranläggningar. Trots intresset för boende- och arbetsutrymmen, föreställer Cohens fotografier sällan människor. Vid mitten på 80-talet började Cohen använda sig av en 8 x 10" storformatskamera, vilken tillät henne att skapa mycket stora styck med hög detaljrikedom. Hennes verk har blivit publicerade i kataloger så som Occupied Territory (1987) och No Man's Land (2001). I en av hennes sista monografier beskrev Cohen det främsta målet för hennes arbete, ett "långvarigt intresse av formella, intellektuella och ideologiska kamouflage."

## Död
Lynne Cohen avled till följd av lungcancer vid 69 års ålder den 12 maj 2014, på McGill University Health Centre i Montreal, Quebec, Kanada. Ingen begravningsceremoni hölls, vilket var hennes personliga önskan.

## Utställningar
- 1990: Living Evidence: Lynne Cohen, Roger Mertin. Presentation House Gallery, Vancouver.[18]
- 2002: No Man's Land. National Gallery of Canada, Ottawa.
- 2006: Camouflage, Aalst, Ottawa, Toronto, Frankfurt.[19]
- 2011: The Rencontres d'Arles Discovery Award laureat, Frankrike.
- 2012: Lynne Cohen: Nothing Is Hidden. Design Exchange, Toronto.
- 2016: Almas Gemelas[20]. Museo Universidad de Navarra i Pamplona, Spanien.
- 2017: Ett antal verk av Cohen ställdes ut tillsammans med Taryn Simon's verk på Tate Modern, London.